# Phare de l'Île-aux-Perroquets
Le phare de l'Île-aux-Perroquets est une station d'aide à la navigation située sur l'île aux Perroquets en face de Longue-Pointe-de-Mingan, dans la réserve de parc national de l'Archipel-de-Mingan. Il s'agit d'une tour octogonale en béton construite en 1951 à la suite d'un programme de modernisation des phares du Canada. Il a été désigné phare patrimonial en 2014.
Ce phare patrimonial est répertorié par la loi sur la protection des phares patrimoniaux (en) en date du 7 février 2014.

## Histoire
Le premier phare de l'île est construit en 1888 par le gouvernement canadien en réponse aux demandes des pêcheurs côtiers et des compagnies de transport maritimes ; cinq naufrages importants ayant eu lieu dans le secteur des îles de Mingan entre 1857 et 1885. Le bâtiment, d'une hauteur de 55 pieds, se compose alors d'une tour carrée en bois, fixée à une maison, surmontée d'une lanterne en fer. Le phare actuel, construit en 1951, se compose d'une tour octogonale de trois étages en béton armé surmontée d'une lanterne octogonale en fibre de verre.

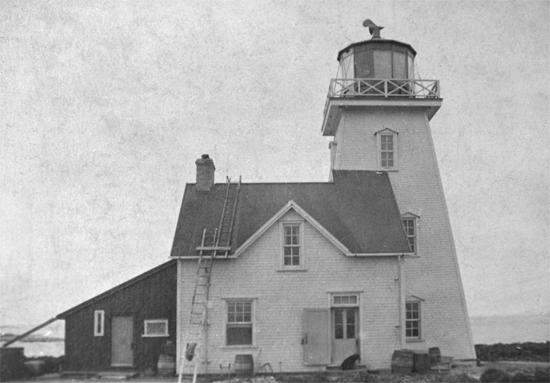
La maison-phare en 1890.
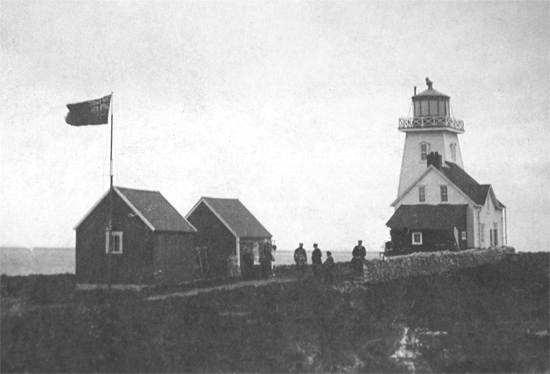
La maison-phare en 1898.
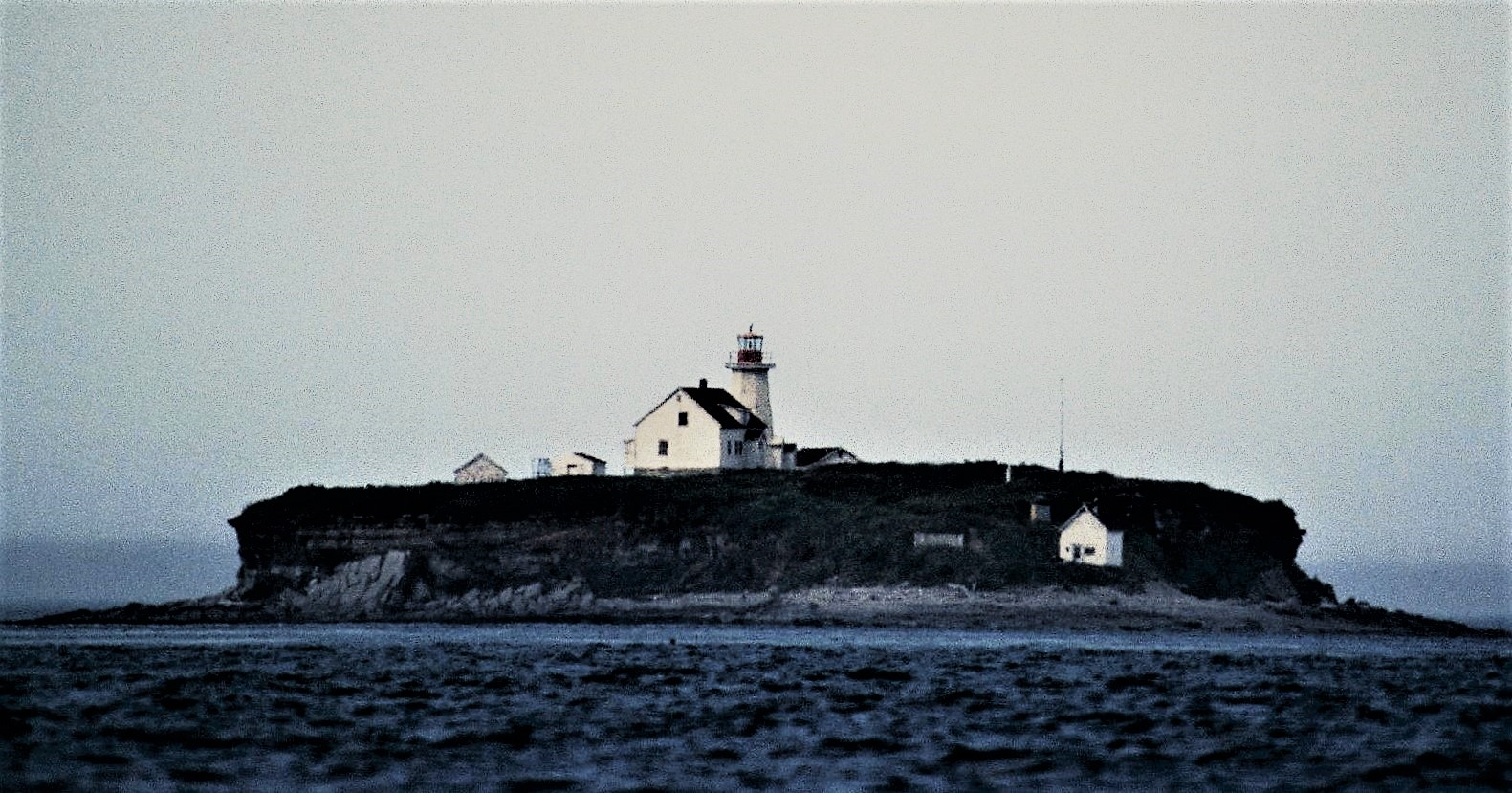
L'île aux Perroquets en 2005.

La maison-phare a abrité deux gardiens célèbres dans la région: le premier gardien du phare de l'île aux Perroquets en 1891 était le naturaliste français Henry de Puyjalon. M. Placide Vigneau, un auteur québécois, tient un journal, aujourd'hui préservé à Bibliothèque et Archives nationales du Québec, où il décrit ses observations sur l'île entre 1892 et 1919,.

### Gardiens du phare[8]
- 1888-1891 : Henry de Puyjalon
- 1891-1892 : Charles-Eustache Forgues
- 1892-1912 : Placide Vigneau
- 1912-1948 : Hector Vigneau
- 1948-1976 : Robert Kavanagh
- 1976-1978 : John Collin